# Fotografie v Kolumbii

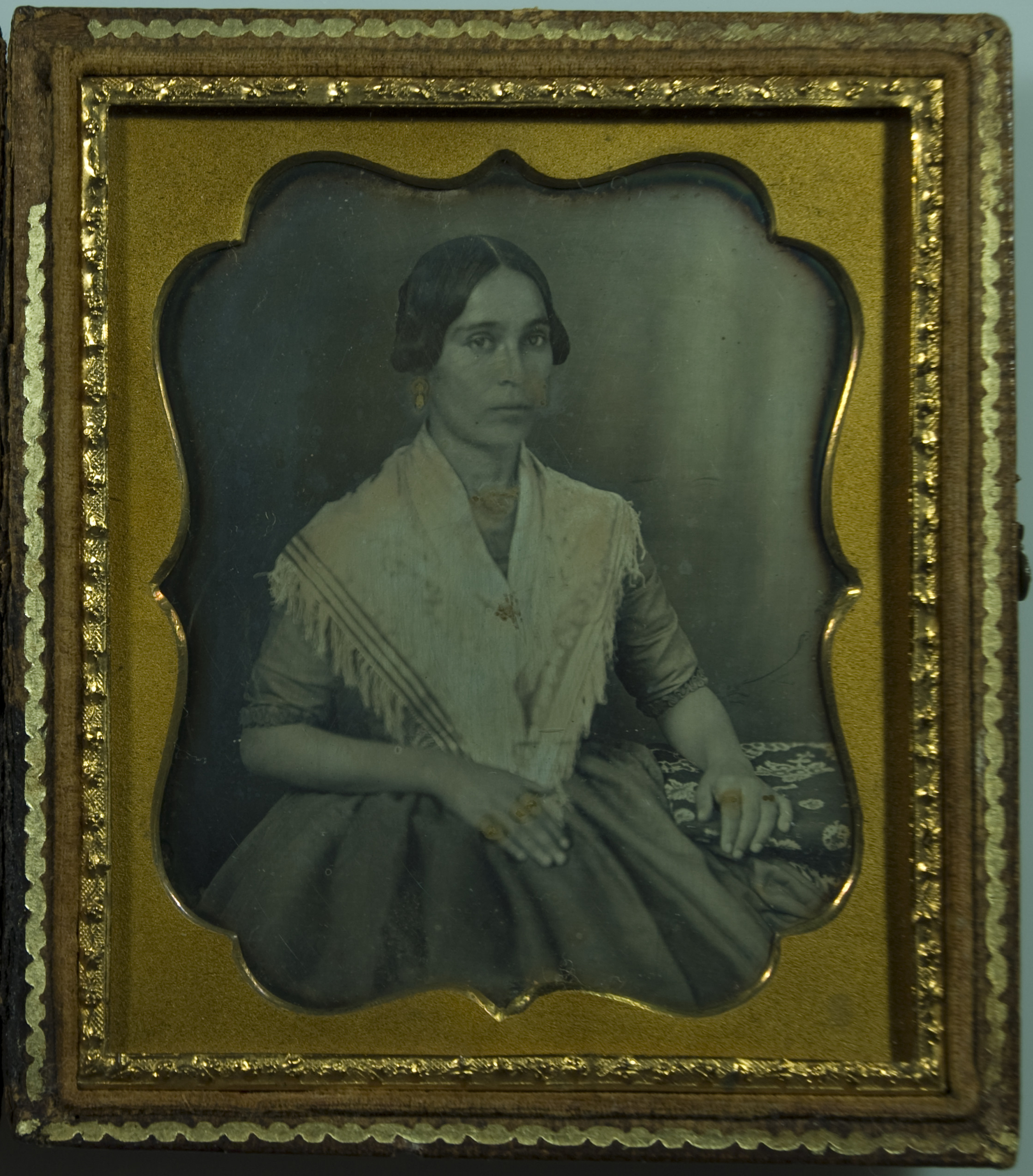
Fermín Isaza: Daguerrotypový portrét Lucrecia Guerrero Uribe, 1848

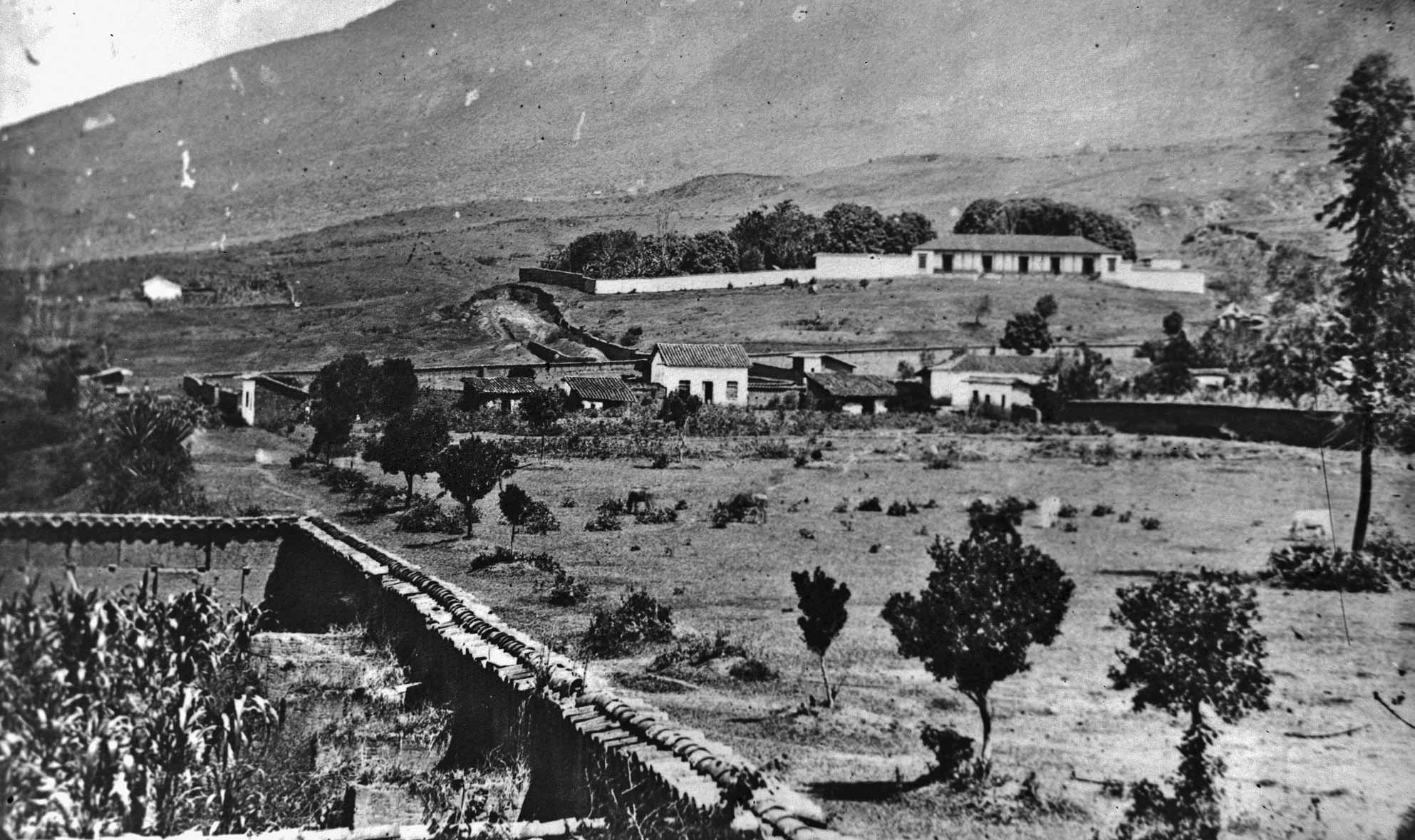
Pastor Restrepo: Villanueva, Medellín, 1875

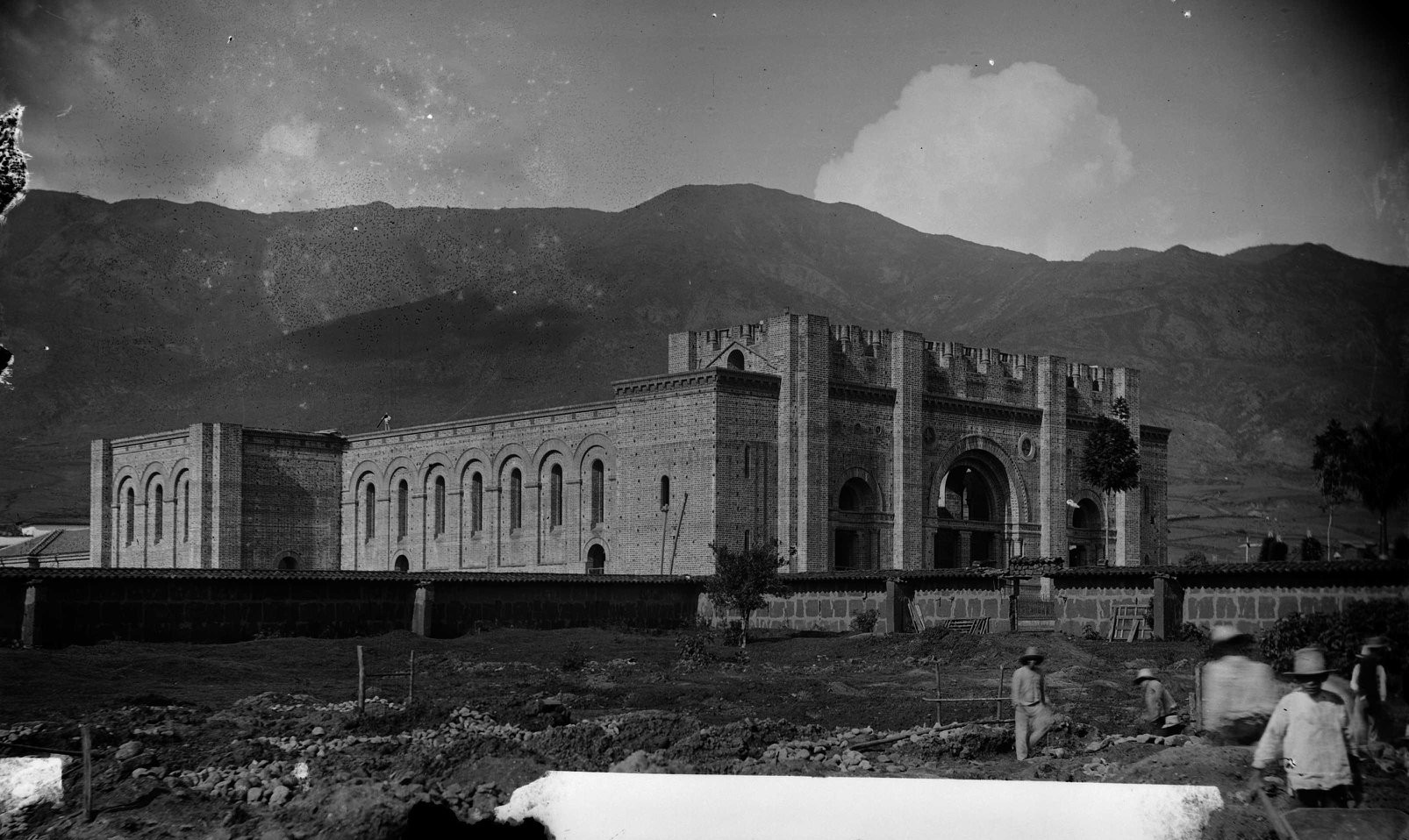
Melitón Rodríguez: Stavba katedrály v Medellínu, 1892

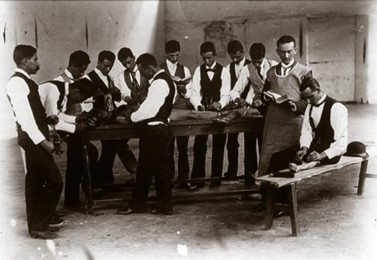
Melitón Rodríguez: Hodina anatomie na univerzitě v Antioquia, 1896

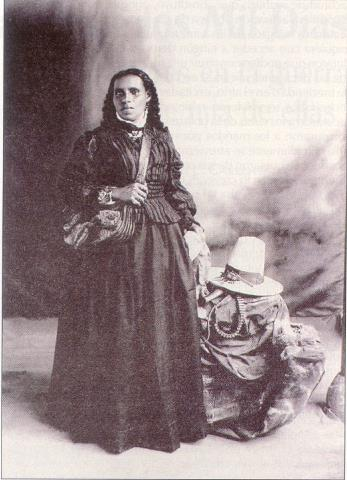
Benjamín de la Calle: María Anselma Restrepo, partyzánská bojovnice v Tisícidenní válce, 1900

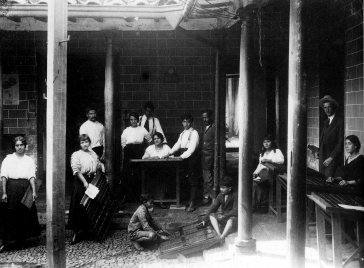
Benjamín de la Calle: Dělníci v tiskařské společnosti

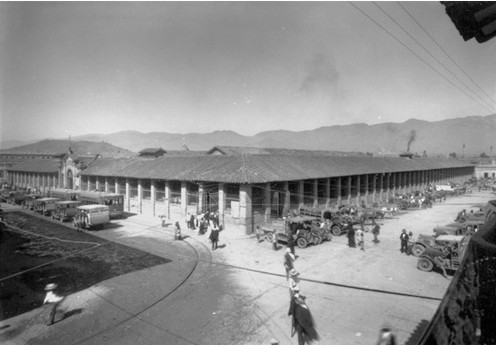
Francisco Mejía: Exteriér Tržního náměstí v Medellínu, 1928

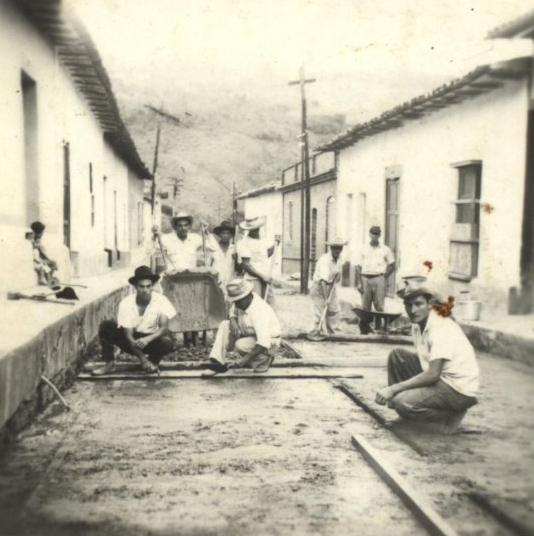
Asfaltování ulice v Gramalote, asi 1950

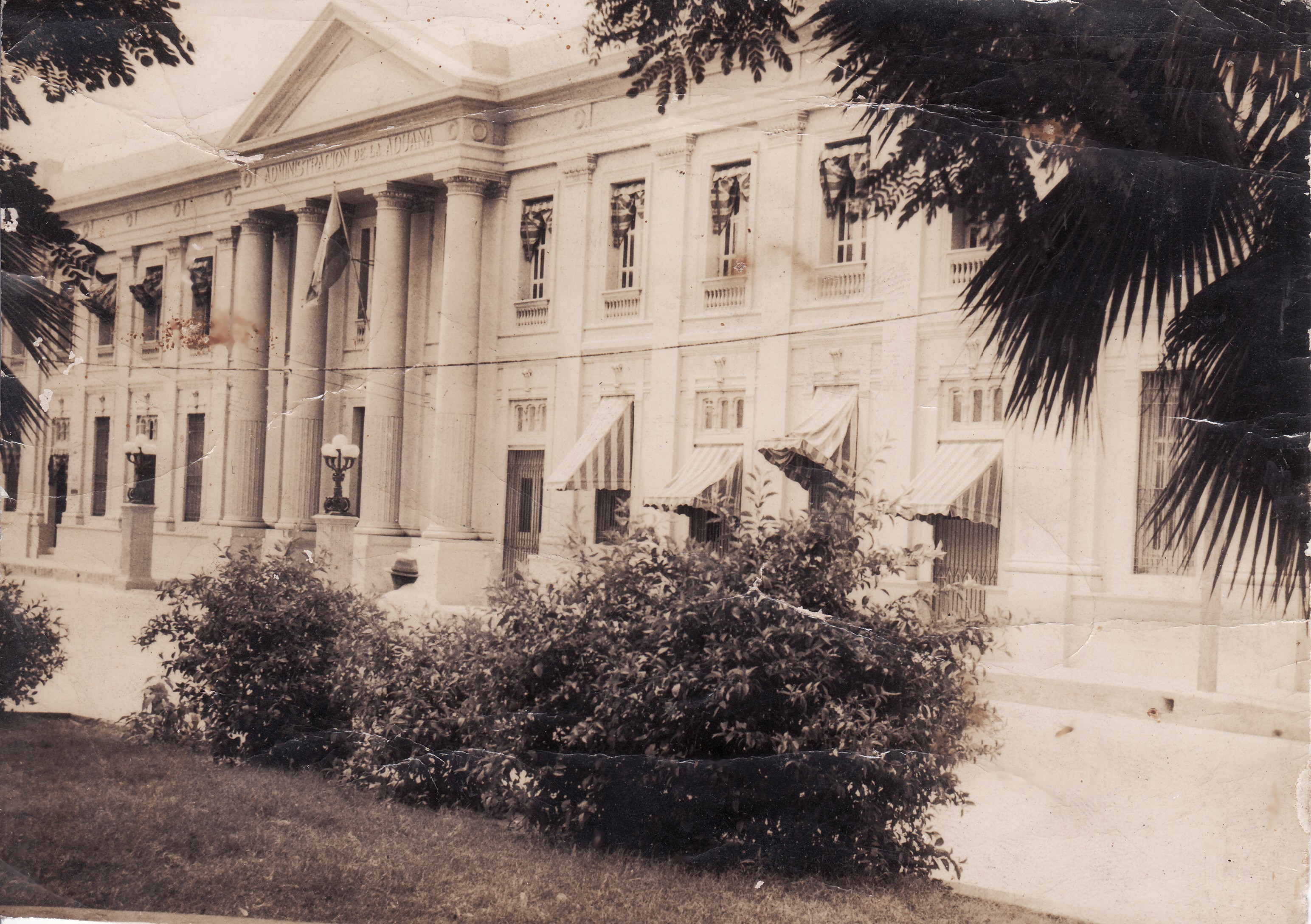
Celní budova v Barranquilla, asi 1940

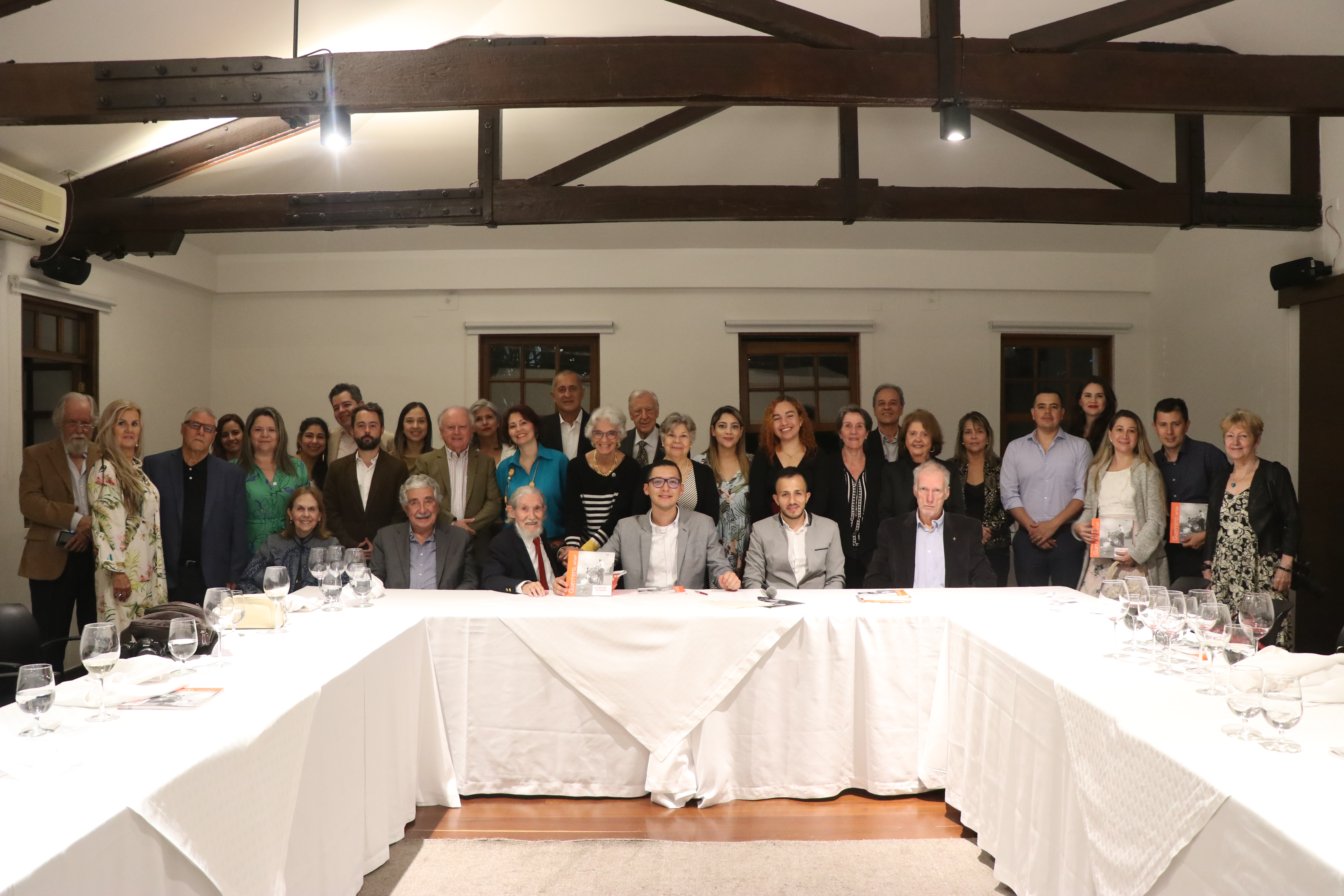
Večeře k 67. výročí fotografického klubu Medellin, květen 2022

Fotografie v Kolumbii se vztahuje k historickým i současným fotografiím pořízeným v kulturní historii dnešní Kolumbie. Jako v mnoha zemích byl vývoj techniky, řemesla a umění fotografie v Kolumbii mimo jiné důsledkem změny technologie, zlepšování ekonomických podmínek a míry uznání fotografie jako svéprávné formy umění. Historie začala zavedením daguerrotypie baronem Grosem v roce 1841. První fotografové či daguerrotypisté byli původně malíři, mezi nimi Luis García Hevia, Fermín Isaza nebo Demetrio Paredes. Bratři Restrepové zavedli techniku mokrého kolodiového tisku. Fotografická tvorba Melitóna Rodrígueze, Lea Matize, Benjamína de la Calle a Luise Benita Ramose na počátku 20. století prosazovala fotografickou reportáž a fotografii jako dokument. V polovině 20. století začala být fotografie považována za součást vizuálního umění díky práci několika fotografů včetně Hernána Díaze, Abdú Eljaeieka nebo Nerezrea. Mezi významné kolumbijské fotografky patří Carolina Cárdenas Núñezová, Adriana Duque, María Esther Galvisová, Adriana Marmoreková, Rosa Navarrová, Catalina Mesa, Nobara Hajakawa nebo Natalia Ariasová.

## Počátky kolumbijské fotografie
Na průmyslové výstavě v Bogotě v roce 1841 představil malíř Luis García Hevia některé experimentální daguerrotypie, které lze považovat za první fotografie pořízené Kolumbijcem, nicméně nejstarší dochovaný snímek je fotografie ulice observatoře, kterou pořídil francouzský diplomat Jean Baptiste Louis Gros v roce 1842. Pobyt barona de Grose v zemi a vzdálenost od Francie umožnily kolumbijským řemeslníkům spolupracovat na výrobě daguerrotypního aparátu.
Paralelně s fotografickou zálibou barona de Grose pracovali v polovině 19. století v Kolumbii profesionálně i další zahraniční daguerrotypisté, mezi nimi Američan John Armstrong Bennet, který v roce 1848 otevřel první fotografický ateliér v Bogotě, pro Francouze F. Goñiho, Němce Emilia Herbrügerovi a Angličanům Williamovi a Johnu Helsby.
Malíř Luis García Hevia, známý jako Evia, se stal neogranadinem, který nejaktivněji podporoval šíření fotografie. Antioquia byla druhým kolumbijským regionem, kam se vynález dostal v roce 1848 díky Fermínu Isazovi, pravděpodobně studentovi Garcíi Hevie na Akademii malby, který si v Medellínu otevřel ateliér, kde v září 1848 uvedl Daguerrův vynález do praxe. Lze zmínit také Rafaela Sanína, který byl žákem Herbrügera a působil v Medellínu v roce 1857.
Daguerrotypie byla praktikována po desetiletí, protože byly brzy zavedeny levnější fotografické postupy jako tintypie a ambrotypie. Mezi fotografy, kteří tyto procedury v Antioquii zavedli, byli Američan Horacio Becker a Španěl Antonio Martínez de la Cuadra.

## Komerční fotografie
Fotografie pořízené v letech 1850 až 1890 byly převážně portréty, které měly téměř identické přístupy bez ohledu na fotografa, který je pořídil. Byla to éra fotografických ateliérů. Jeden z prvních otevřel Juan Bennet a pracoval pro něj García Hevia, který poskytoval fotografie exteriérů a občanské války z roku 1862. Studio prodávalo fotografie jednotlivě nebo v albech. Dalším fotografem, který v těchto letech vyčníval, byl Demetrio Paredes, který byl původně malířem a stal se průkopníkem využití fotografie pro politické účely. Dalšími vynikajícími kolumbijskými fotografy byli Escovars, Gutiérrez Ponce nebo Rafael Villaveces.
V roce 1858 byla v Medellínu založena společnost „Wills y Restrepo“, ve které pracovali bratři Pastor a Vicente Restrepo Mayovi a fotografové Ricardo Wills a Miguel Gutiérrez. Tato společnost zavedla techniku mokrého kolódiového tisku, díky níž byly fotografické kopie dostupnější pomocí formátu vizitek patentovaného francouzským fotografem Disdérim. V roce 1869, po smrti Willse, přijala společnost název „Vicente y Pastor Restrepo“ a o deset let později „Restrepo, Latorre y Gaviria“ až do roku 1881, kdy se stala „Foto Gaviria“ a vedli ji Gonzalo Gaviria a Juan Nepomuceno Gutiérrez. Tyto společnosti měly také ateliéry v Bogotě a nabízely pokročilé produkty, které se odehrávaly na poli komerční fotografie. Bratři později měli zastoupení francouzských výrobců surovin pro fotografii.
Publikace Papel Periódico Ilustrado v režii Alberta Urdanety dala fotografii prominentní místo vedle rytin, které prezentovala od svého založení nadace 6. srpna 1881. Až do jejího uzavření v roce 1888 na něm spolupracovali mimo jiné Demetrio Paredes a Julio Racines.
Dalším významným fotografem z konce 19. a počátku 20. století byl Melitón Rodríguez, který spolu se svým bratrem Horaciem vytvořil v Medellínu fotografickou společnost pod názvem "Rodríguez y hermanos" (Rodríguez a bratři), i když v roce 1899 změnila svůj název na "Melitón Rodríguez e Hijos" (Melitón a synové). Jeho grafická tvorba podává svědectví o životě v Antioquii v posledním desetiletí 19. století a v prvním desetiletí 20. století.  Dvě z jeho vynikajících děl jsou zprávy o Bolívarově divadle a Bolívarově parku pořízené z katedrály. Benjamín de la Calle (1869-1934) také přinesl zajímavé zprávy o Yamuralu a Medellínu a spolu s provozovnami bratří Rodríguezů, Rafael Mesa a Fotografía Escovar jsou jedinými fotografickými zařízeními, které se objevují v „Prvním adresáři města Medellín“ za rok 1906. Významné místo zaujímá také fotografická tvorba Lea Matize (1917–1998) v různých tištěných médiích.

### Fotografický klub v Medellínu
Dne 15. května 1955 byl založen fotografický klub Medellin. Vedl jej Gonzalo Restrepo Alvarez a mezi jeho zakládající členy patřili Pablo Guerrero, Joaquin Jaramillo Sierra, Juan Guillermo Lodoño, Edwin Bridge Mejia, Horacio Alvarez Correa, Octavio Mesa Tamayo a Jose Tejada Saenz. 
Záznamy, které jsou v archivu CFM (Club Fotográfico Medellín; k roku 2005), údajně odpovídají jeho 50 letům existence; ale je zdokumentováno pouze prvních 15 let (od 1955 do 1970). Z korespondence, záznamů a kronik zůstalo velmi málo, kvůli nedostatečné pečlivé konzervaci a ztrátě historických archivů a dokumentů. Toto platí pro mnoho zdokumentovaných příběhů; například 70. a 80. léta jsou zapomenuta; 90. léta a začátek nového století jsou historickou cestou CFM téměř nedokumentované; dimenze směrů, cílů a lidí CFM, kteří utvářeli historii organizace v oblasti fotografie ve městě Medellín, se ztrácí. To, co se zdá být zapomněním, se stává selektivním a objevuje se zde diskontinuita v zásazích a práci partnerů, kteří přispěli k jejímu rozvoji.
Desetiletí bez informací jsou ta, která následovala po 15. letech od založení; kdy někteří zakládající členové opustili prostor pro nové členy; bylo nutné větší úsilí mezi některými starými a novými členy o konsolidaci fotografických aktivit, právě v tomto období byla životaschopnost klubu vystavena zkoušce. V knihách nebo publikacích je nedostatečná dokumentace, která omezeným způsobem pokrývala skutečné panorama; ale Klub přežil v zapomenutém nebo nezdokumentovaném období.
V květnu 1973 klub pořádal mimořádný kurz Základní fotografie. Octavio L. Mesa byl prezidentem a Jorge Cadavid byl ředitelem. Kurz se setkal s velmi dobrou návštěvností a účastí významných profesionálů města v různých aspektech fotografie. Účastníci kurzu se alespoň na jedno a možná na dvě desetiletí skonsolidovali jako skupina, která se podílela na všech aktivitách klubu. V roce 1980 oslavil klub své 25. výročí zvláštní vzpomínkou a účastí zakládajících členů a skupiny pozdějších členů. Zvláštní uznání dostalo podporu klubu od společnosti Oduperly a srdečné uznání s pamětní deskou čtyřem prezidentům, kteří byli v 25letém období prezidenty klubu: Dr. Gonzalo Restrepo, Octavio León Mesa; Jorge Cadavid López a Marta Olga Restrepo Uribe.
CFM fungoval jako setkání partnerů a přátel, amatérů či profesionálů ve fotografii, se stanovami a organizací; a ve kterém je definován jako neziskový subjekt a se společným zájmem o fotografii, její šíření a propagaci. Klub byl tedy trvalou školou zkušeností a výměny nápadů, vždy kolem fotografie; kritika či analýza fotografie byla běžnou atmosférou klubu, založenou na kánonech estetiky a důrazu na základní koncepty kompozice, osvětlení a poselství či obsahu fotografie, se zvláštním úhlem pohledu fotografa a použitou technikou. Podrobný popis myšlenek nebo konceptů, které byly systematicky zpracovávány na setkáních, různých soutěžích a výstavách, seminářích, kurzech a konferencích, je nemožný a rozsáhlý.
Klub CFM trvale počítal s přítomností ve všech činnostech Gonzala Restrepa Alvareze, Juana Guillerma Londona, Octavia Leon Mesa, Maria Victoria Duperly, Jorge Cadavid Lopez, Alicia Restrepo de Londono, Marta Olga Restrepo Uribe, Juan Fernando Mesa Villa, Leon Duque Giraldo, Fabio Bernal Rez Bernal, Jostrepo Paul Tierge Adolf, Adolf Tierge Lopez Isabel Fernandezová. Pokud jde o zakládající členy, Joaquin Jaramillo Sierra, Pablo Guerrero Hurtado, Horacio Alvarez, Jaime Escobar Restrepo a Jose Tejada Saenz; v uvedeném období se účastnili spíše sporadicky, ale sdíleli důležité sociální nebo technické zkušenosti; na konferencích, kurzech a setkáních je třeba zmínit přítomnost fotografů, jako jsou: Luis F. Calderon, Alberto Aguirre, Jairo Betancur, Emilio Serrano a další.
V roce 2015 Klub oslavil 60. výročí, během kterého dosáhl významných úspěchů ve všech desetiletích a obdobích, sledujících vývoj umělecké a fotografické činnosti ve světě. Žádná éra nebyla nejlepší; každý z nich byl odpovědí členů bez výjimky udržet při životě fotografickou činnost ve městě Medellín i mimo něj.
Během pandemie Covid-19 v letech 2020 a 2021 virtuálně pokračovala tradiční setkání. To umožnilo rozšířit členství na lidi žijící mimo Medellín a jeho metropolitní oblast. V současné době existují členové sídlící v Rionegro, Jericó, Cali, Panamě a Spojených státech.
Na konci roku 2021 Hospodářská komora Medellín ve svém sídle v El Poblado znovu otevřela dveře svých moderních prostor, kde pokračovaly týdenní schůzky, které byly vysílány i virtuálně. V roce 2022 Klub oslavil 67. výročí uspořádáním společné výstavy, dosud největší výstavy členů klubu se 40 účastníky výstavy a 46 fotografiemi. V roce 2024 tvořilo představenstvo klubu: prezident Santiago Pareja Echeverri, viceprezident Juan Chilamack, pokladník Yuliana Sepúlveda, sekretářka Luz Stella Gerlein a členové William Arango, Juan Fernando Mesa, Guillermo Gómez, Carlos López a Johnson Garzón.

## Současná fotografie
Až v 60. letech 20. století začala být fotografie považována za umělecké médium, a nikoli pouze za techniku. Právě práce fotografů Hernána Díaze, Abdú Eljaieka a Nerea Lópeze poskytly prvky pro tuto pozdní úvahu.
První velká retrospektivní výstava fotografií se konala v Medellínu v roce 1981 v knihovně Pública Piloto pod názvem "100 let fotografie v Antioquii" a o dva roky později byla v Museo de Arte Moderno v Bogotě uspořádána další výstava s názvem "Historie fotografie v Kolumbii". Tyto výstavy otevřely cestu k uznání takzvané "vizuální paměti" Kolumbie, což vedlo k nárůstu institucionálního zájmu o fotografické archivy a k získávání či darování sbírek od nejvýznamnějších fotografů.
V roce 2005 představilo Národní muzeum Kolumbie výstavu 300 reprezentativních fotografií z druhé poloviny 20. století, kurátorem byl Eduardo Serrano, jejímž cílem bylo studovat vývoj fotografie v Kolumbii s přihlédnutím k různým tematickým a technickým aspektům přítomným v tomto období, kdy
... Fotografie v Kolumbii se z luxusní zábavy a neotřelého technického nástroje používaného řadou kolumbijských malířů na konci 19. století a na začátku 20. století stala novým jazykem používaným nejen fotografy, ale i umělci, kteří z ní činí cenný výrazový prostředek.
Během tohoto období dosáhly modality, které se objevily s počátky fotografie, vysokého stupně rozvoje; specializovaných fotografů a transformovaly se argumenty, z nichž k jednotlivým tématům koncepčně přistupovali.
Během půl století zaujala fotografy následující témata:
- Tradice portrétování;
- Akt;
- Sociální dokument;
- Fotografický esej;
- Fotografie přírody;
- Architektura a urbanismus;
- Objekty, umění a abstrakce;
- Divadelní umění, kino a móda;
- Komerční fotografie;
- Konsolidace grafických reportáží a subjektivní fotografie.

### Novinářská fotografie

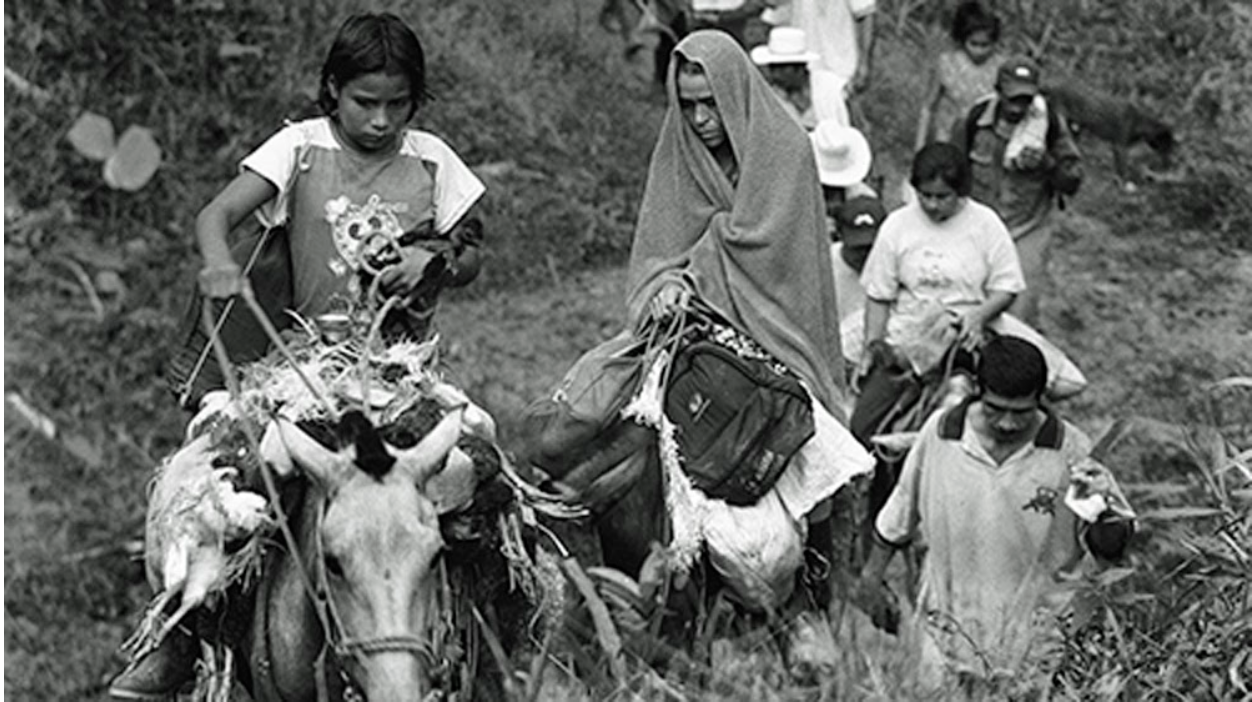
Jesús Abad Colorado: Biblický obraz rolníků, kteří opouštějí svou vesnici San José de Apartadó po masakru paramilitáry za pomoci armády

V oblasti fotožurnalistiky lze zařadit Luise Benita Ramose (1899-1955), kterého někteří autoři považují za průkopníka v této oblasti, a Lea Matize Espinozu, který se věnoval reportážím v letech 1939 až 1997, i když se specializoval i na portréty. Někteří fotografové, kteří nabízeli své fotografické práce v souvislosti s masivními nepokojemi Bogotázo, byli spolu s těmito dvěma José Robayo, Sady González, Manuel H. Rodríguez, Carlos Caicedo Zambrano nebo Luis Gaitán. Tato událost hraje velmi důležitou roli ve fotožurnalistice v Kolumbii, protože představuje nový koncept téhož.
Dalšími fotografy v této oblasti byli:
- Efraín García (Egar)
- Jorge Silva
- Daniel Rodríguez Rodríguez, asistent a student fotografie kamery u Ramose
- Alberto Garrido Solano (* 1924), který se poté, co byl spolupracovníkem Rodrígueze, stal vedoucím personálu deníku El Espectador
- Aristobulo Moreno
- Jorge Parga
- Francisco Carranza
- Danilo Vitalini
- Viki Ospina (průkopnická fotografka v Kolumbii)
- José Crisanto Lizarazo
- Jorge Mario Múnera
- Fabio Serrano
- Jesús Abad Colorado (* 1967) se zaměřuje na lidská práva a ozbrojené konflikty.[12] Jeho dědeček a strýc byli popraveni během nepokojů Kolumbijského konfliktu. Nezachycoval fotografie generálů nebo kapitánů, pouze nižších rebelů a civilistů. Jeho primárními cíli byli nevinní civilisté postižení válkou.
- Zoraida Diaz
- Erwin Kraus
- Andrés Hurtado García
- Luz Elena Castro[13]

V roce 1950 vznikl Kruh grafických reportérů (Circle of Graphic Reporters), na kterém se podíleli José Robayo (1922–2013), Luis Gaitán, Sady González, Alberto Garrido Solano, Carlos Jiménez, Manuel H. Rodríguez a Alicia Chamorro, která byla průkopnicí jako reportérka v Kolumbii.

### Umělecká fotografie

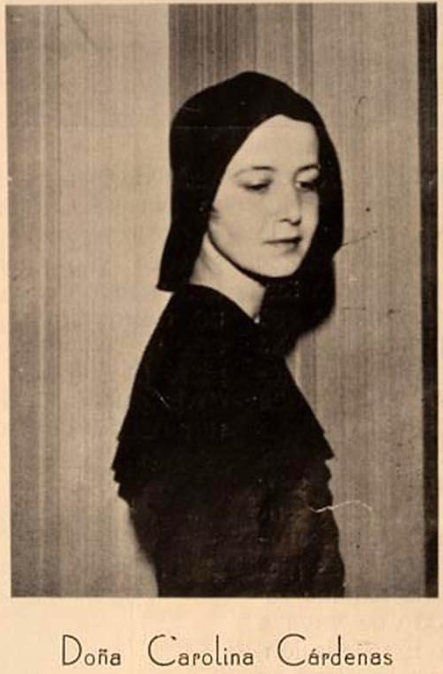
Carolina Cárdenas Núñezová, 1936

Umělecká fotografie v Kolumbii začala ve 30. letech 20. století prvními díly, které vytvořila Carolina Cárdenas Núñezová. Ta často kombinovala portréty a autoportréty s prvky vlastní umělecké produkce, jako je keramika. Núñezová byla průkopnicí moderního umění v Kolumbii, vytvářela abstraktní umění a moderní fotografii. Její tvorba byla ovlivněna art decem ve dvacátých a třicátých letech a byla jednou z prvních kolumbijských žen, které se začaly věnovat umění. Po svém pobytu v Evropě se vrátila do Kolumbie a přinesla pohled na život a umění, který byl v té době na hony vzdálen tomu kolumbijskému: „V době, kdy ženy zůstávaly zavřené doma, se rozhodla být umělkyní. A dokázala víc: místo malby povýšila keramiku a fotografii do kategorie umění“. Byla vzorem pro různé umělce své doby a literární múzou, stala se námětem několika obrazů nejvýznamnějších malířů své doby. Objevila se také na obálce kolumbijského časopisu Cromos, který ji označil za nejlépe oblékanou ženu v zemi. Stejně jako Alice Prin, v meziválečné Paříži známá jako Kiki de Montparnasse, přiváděla fotografy a malíře k šílenství a nechávala si fotografovat portréty v oblečení podle francouzské módy.